# Trsnatcovité
Trsnatcovité (Anacampserotaceae) je čeleď vyšších dvouděložných rostlin z řádu hvozdíkotvaré (Caryophyllales). Jsou to sukulentní byliny se střídavými dužnatými listy a pětičetnými květy. Plodem je tobolka. Čeleď zahrnuje 32 druhů ve 3 rodech a vyskytuje se roztroušeně na všech kontinentech s výjimkou Evropy. Některé druhy trsnatce jsou pěstovány ve sbírkách sukulentů.

## Popis
Zástupci čeledi trsnatcovité jsou sukulentní vytrvalé byliny s tlustým stonkem nebo nevelké keře, někdy s dužnatou bazální hlízou nebo hlízovitým hlavním kořenem. Listy jsou střídavé, silně dužnaté, s okrouhlým průřezem nebo výjimečně ploché, lysé nebo chlupaté. Květy jsou drobné až středně velké, pravidelné, oboupohlavné, v chudých úžlabních nebo vrcholových květenstvích. Kalich je tvořen 2 dužnatými lístky, za plodu zasychajícími a vytrvalými. Korunních lístků je 5. Tyčinek je 5 až 25. Semeník je svrchní, srostlý ze 3 plodolistů. Plodem je lokulicidní tobolka s opadavou vnější vrstvou (exokarpem).

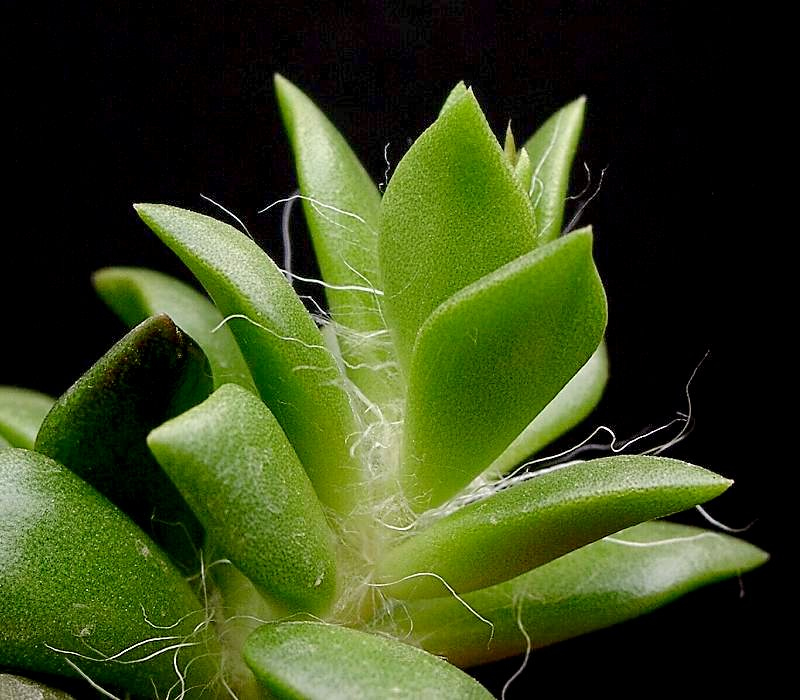
Anacampseros rufescens
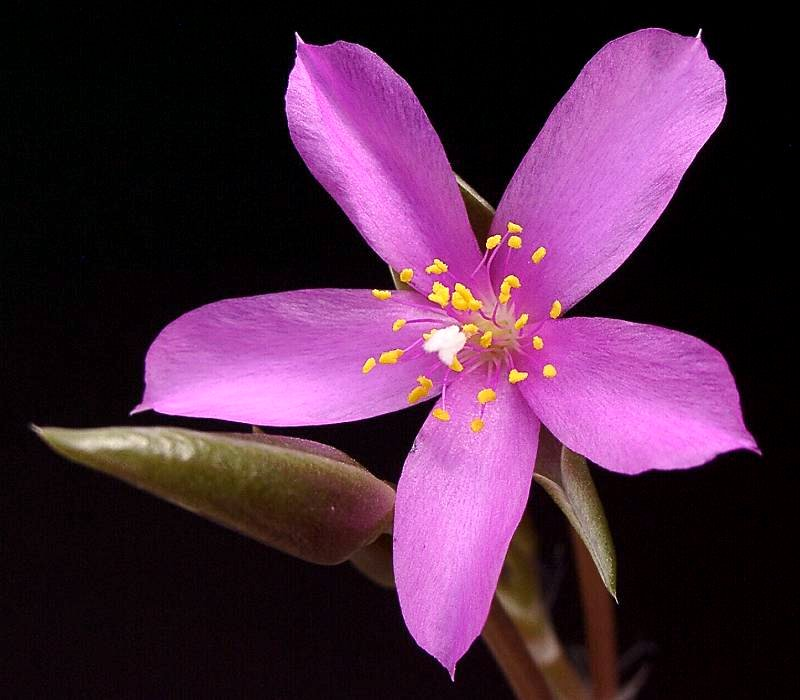
Květ Anacampseros rufescens
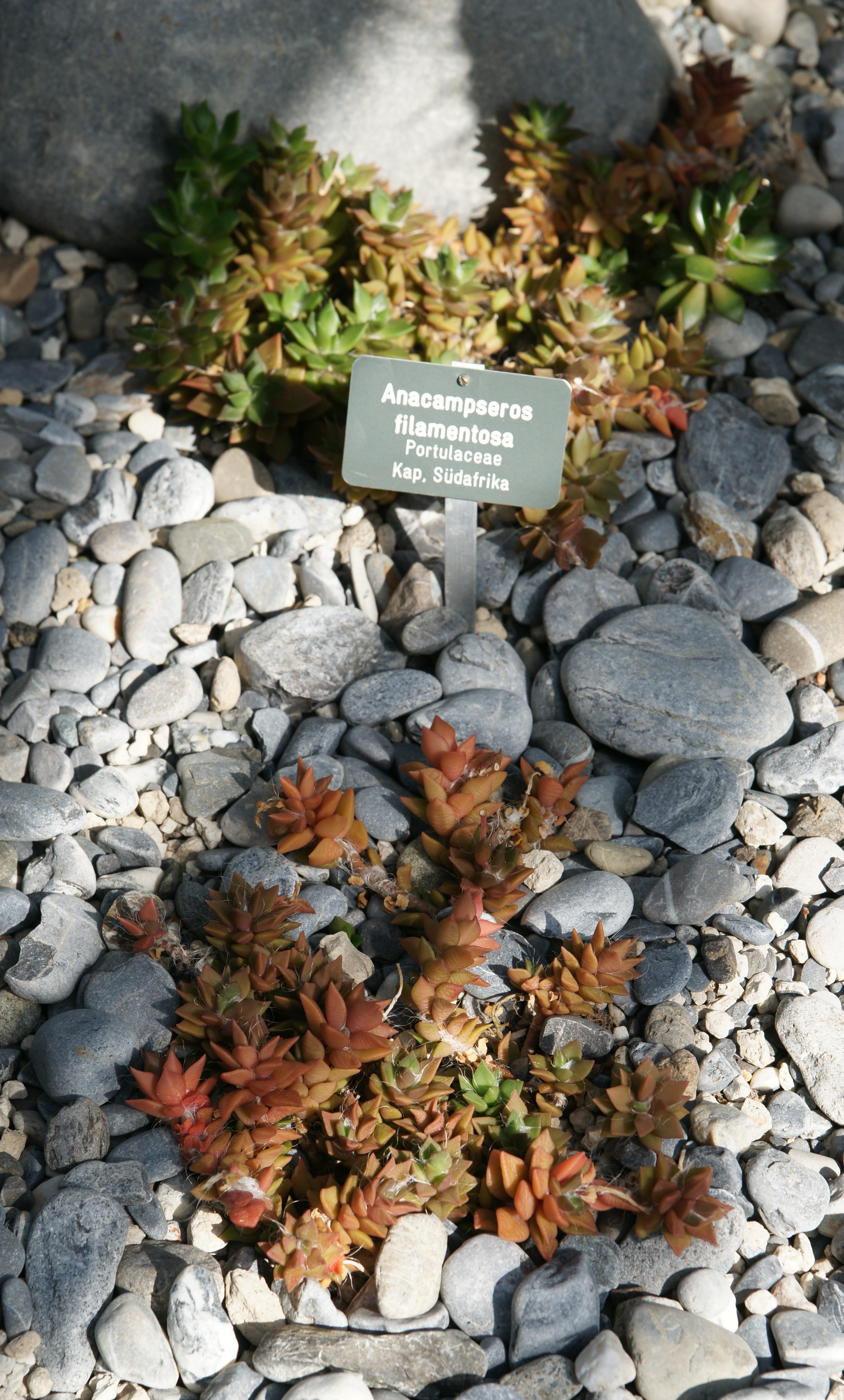
Anacampseros filamentosa

## Rozšíření
Čeleď trsnatcovité zahrnuje 3 rody a 36 druhů. Největší rod je trsnatec (Anacampseros, 34 druhů), zbylé dva rody jsou monotypické. Čeleď je zastoupena velmi roztroušeně téměř na všech kontinentech. Vyskytuje se v jižní Africe, v Arábii a přilehlé oblasti severovýchodní Afriky, ve střední a jižní Austrálii, na jihu Severní Ameriky a v Jižní Americe v Bolívii a Argentině.

## Taxonomie
V minulosti byly rody stávající čeledi Anacampserotaceae součástí čeledi šruchovité (Portulacaceae). S nástupem molekulárních metod se ukázalo, že čeleď šruchovité je v klasickém pojetí parafyletická a všechny rody s výjimkou rodu šrucha (Portulaca) byly rozřazeny do jiných čeledí.
Nejblíže příbuzné jsou podle kladogramů APG čeledi kaktusovité (Cactaceae) a šruchovité (Portulacaceae).

## Zástupci
- trsnatec (Anacampseros)

## Význam
Různé druhy rodu trsnatec (Anacampseros) se pěstují ve specializovaných sbírkách sukulentů.

## Přehled rodů
Anacampseros (včetně Avonia), Grahamia, Talinopsis